# Djigouéra
Djigouera là một tổng thuộc  tỉnh Kénédougou ở tây nam Burkina Faso. Thủ phủ là thị xã Djigouera. Dân số năm 2006 là 18.284 người.

## Các thị xã và làng xã
Dian, Diassaga, Dissanga, Gossamandara, Kaka, Kassanga, Kleni, Kolokaka, Kuini, Serekeni và Soubakagnedou.